# Klebsiella granulomatis
Espèce
Klebsiella granulomatis est une bacille Gram-négatif, décrit en 1913.
Appartenant au genre Klebsiella, elle est connue pour causer une infection sexuellement transmissible (IST) dénommée granulome inguinal ou donovanose.

## Taxonomie
Le nom correct complet (avec auteur) de ce taxon est Klebsiella granulomatis (Aragão & Vianna 1913) Carter et al. 1999.

### Étymologie
L'étymologie de cette espèce est la suivante : gra.nu.lo’ma.tis. L. neut. dim. n. granulum, un petit grain; N.L. neut. n. granuloma, un granulome; N.L. gen. neut. n. granulomatis, d'un granuloma.

### Synonymie
Klebsiella granulomatis a pour synonyme :
- Calymmatobacterium granulomatis Aragão & Vianna 1913[3].

### Classification
Ce sont des analyses génétiques qui ont permis le reclassement de la bactérie (99 % d'homologie DNA-DNA avec le genre Klebsiella).

## Description
C'est un bacille aérobie capsulé, non sporulée mesurant 0,5 à 2,0 µm,.

## Propriétés biochimiques et culturales[6],[7]
Cette bactérie est caractérisée par une  catalase positive, une phénylalanine négative, citrate positif et uréase positive. On peut se poser des questions sur ces caractères, issus du site en anglais, vu les grandes difficultés de la culture.
La culture est difficile et la moyenne de la durée d'incubation, variant de 1 à 12 semaines est de 50 jours.

## Facteurs de virulence
La capsule de cette bactérie, son LPS, ses sidérophores, ses  variations de phase antigénique expliquent sa résistance au système immunitaire, surtout s'il est affaibli (en cas de sida par exemple). Elle présente une résistance à certains antibiotiques.

## Épidémiologie
Elle cause une forme rare d'ulcération génitale (granulome inguinal ou donovanose), maladie sexuellement transmissible, évitable qui pourrait techniquement être éradiquée dans le monde entier.
On constate cependant  des taux alarmants de cette maladie dans certaines régions du monde (Inde, la Papouasie-Nouvelle-Guinée, les Caraïbes, l'Amérique du Sud, la Zambie, le Zimbabwe, l'Afrique du Sud et l'Australie).
Grâce à la reconnaissance de ce problème comme enjeu de santé publique et épidémiologique, et à la suite de mesures de contrôle appropriées de la maladie, telles que la mise en œuvre de meilleures prestations de services de santé, l'incidence de ce micro-organisme dans des pays tels que la Papouasie-Nouvelle-Guinée, l'Afrique du Sud, l'Inde et les Caraïbes a considérablement diminué.